# Mukim di Bukok
Bukok è un mukim del Brunei situato nel Distretto di Temburong con 2.535 abitanti al censimento del 2011.

## Geografia antropica

### Suddivisioni amministrative
Il mukim è suddiviso in 17 villaggi (kapong in malese):
Buda-Buda, Belais, Belais Kecil, Paya Bagangan, Bokok, Meniup, Bakarut, Simbatang, Rataie, Perpindahan Rataie, Rakyat Jati, Kenua, Lepong Baru, Lepong Lama, Semabat Bahagia, Semabat, Temada.